# پرهیدروپیرن
پرهیدروپیرِن (به انگلیسی: Perhydropyrene) یک ترکیب شیمیایی با شناسه پاب‌کم ۷۵۵۲۴ است. 